# Пиролитический графит

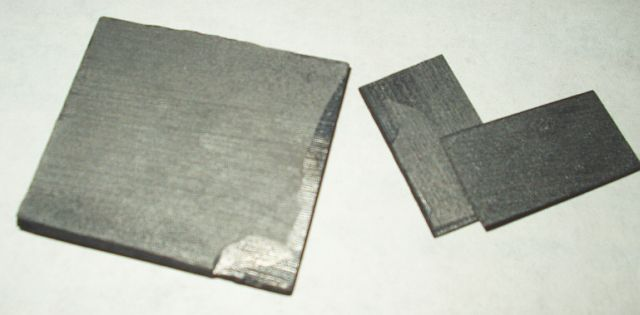
Листы пирографита

Пиролитический графит (иногда пирографит) — форма графита. Он обычно используется как инструмент калибровки для микроскопических исследований, таких как сканирующая туннельная микроскопия или атомно-силовая микроскопия.

## Получение
Пиролитический графит получают нагреванием смеси кокса и пека до 2800 °C; из газообразных углеводородов при температуре 1400—1500 °C в вакууме с последующим нагреванием образовавшегося пироуглерода до температуры 2500—3000 °C при давлении 50 МПа (образовавшийся продукт — пирографит).